# Mohamed Farouk
Mohamed Farouk Abdel Meguid (arab. ‏محمد فاروق (لاعب كرة قدم)‎, ur. 10 września 1978 w Kairze) – piłkarz egipski grający na pozycji napastnika. W swojej karierze rozegrał 15 meczów w reprezentacji Egiptu i strzelił w nich 4 gole.

## Kariera klubowa
Karierę piłkarską Farouk rozpoczął w klubie Al-Ahly Kair. W jego barwach zadebiutował w sezonie 1998/1999 w pierwszej lidze egipskiej. W latach 1999 i 2000 wywalczył z Al-Ahly dwa mistrzostwa Egiptu.
W 2000 roku Farouk przeszedł do tureckiego MKE Ankaragücü. W tureckiej lidze, w której zadebiutował 17 września 2000 w meczu z Siirtsporem (1:1), rozegrał 5 meczów.
Latem 2001 Farouk wrócił do Al-Ahly i grał w nim do sezonu 2002/2003. W 2003 roku zdobył z Al-Ahly Puchar Egiptu, a także Superpuchar Egiptu.
W 2003 roku Farouk przeszedł do Haras El-Hodood z Aleksandrii. W 2005 roku odszedł do innego klubu z tego miasta, Al-Ittihad Aleksandria. Z kolei w latach 2007-2009 grał w Petrojet FC z Suezu, a w sezonie 2009/2010 w Smouha SC. Karierę kończył po sezonie 2010/2011 w klubie Tersana SC.

## Kariera reprezentacyjna
W reprezentacji Egiptu Farouk zadebiutował w 1999 roku. W 2000 roku został powołany do kadry na Puchar Narodów Afryki 2000. Na tym turnieju zagrał w jednym meczu, z Senegalem (1:0). Od 1999 do 2001 roku rozegrał w kadrze narodowej 15 meczów i strzelił w niej 4 gole.